# 2015 SV20
2015 SV20, também escrito como 2015 SV20, é um corpo menor que está localizado no disco disperso, uma região do Sistema Solar. Ele possui uma magnitude absoluta de 7,7 e tem um diâmetro estimado de cerca de 127 km.

## Descoberta
2015 SV20 foi descoberto no dia 20 de setembro de 2015 pelo Calar Alto TNO Survey.

## Órbita
A órbita de 2015 SV20 tem uma excentricidade de 0,526 e possui um semieixo maior de 56,159 UA. O seu periélio leva o mesmo a uma distância de 26,605 UA em relação ao Sol e seu afélio a 85,713 UA.